# Bitwa pod Kockiem (1809)
Bitwa pod Kockiem – starcie zbrojne, które miało miejsce 7 maja 1809 podczas wojny polsko-austriackiej.
Podpułkownik Berek Joselewicz dowodząc szwadronem 5. pułku strzelców konnych szedł w awangardzie wojsk polskich, wchodząc w skład brygady jazdy gen. Rożnieckiego. Zadaniem polskiej kawalerii było oczyszczenie terenu z sił austriackich przed nadciągającymi głównymi siłami i uchwycenie przepraw na rzece Wieprz. 
Jedyne siły austriackie znajdujące się w tym rejonie wycofały się 2 maja do Kocka, był to dywizjon jazdy (dwa szwadrony - ok. 300 ludzi) z 1. Pułku Huzarów, dowodzony przez majora Friedricha Hoditza. Oddział ten miał za zadanie zniszczyć wszystkie środki przeprawy na Wieprzu.
7 maja na stacjonujących w mieście Austriaków uderzył ppłk. Berek Joselewicz na czele swojego szwadronu. Po krótkiej walce huzarzy zostali odrzuceni za rzekę, pozostawiając nienaruszony most, a następnie poszli w rozsypkę, co spowodowało również rozbicie na drobne grupki ścigających ich Polaków. W walce zginął ppłk. Joselewicz, który za daleko zapędził się za uciekającymi huzarami. Ranny i otoczony przez Austriaków, mimo iż chciał się poddać, został przez nich zabity. Polacy mieli jeszcze jednego zabitego i 7 rannych. Austriacy stracili 11 zabitych, 8 rannych i 8 wziętych do niewoli, w tym jednego rotmistrza. Po bitwie oddział mjr. Hoditza wycofał się w kierunku Lublina.
Niemal natychmiast po bitwie płk. Turno, dowódca 5. pułku strzelców konnych, napisał list do majora Hoditza, w którym, w ostrych słowach, wytknął niehonorowe zachowania huzarów, uwłaczających godności żołnierskiej.
Nie wiadomo dokładnie gdzie został pochowany Berek Joselewicz. Symboliczna mogiła znajduje się na drodze z Kocka do Białobrzegów.
Inny opis bitwy pod Kockiem podaje Ernest Łuniński w książce Berek Joselewicz i jego syn. Autor opierając się na źródłach austriackich podaje, iż huzarzy kosztem 5 zabitych, 7 rannych i dwóch wziętych do niewoli, odparli atak i ścigali Polaków przez dłuższy czas, zadając im straty sięgające 50 zabitych, w tym 10 oficerów (mjr. Hoditz w swym raporcie do arcyksięcia Ferdynanda pisał o 3 zabitych polskich oficerach i 40 żołnierzach). Śmierć ppłk. Joselewiczowi miał zadać huzar Stefan Toth, którego potem za ten czyn nagrodziło austriackie dowództwo.